# ジェリド湖

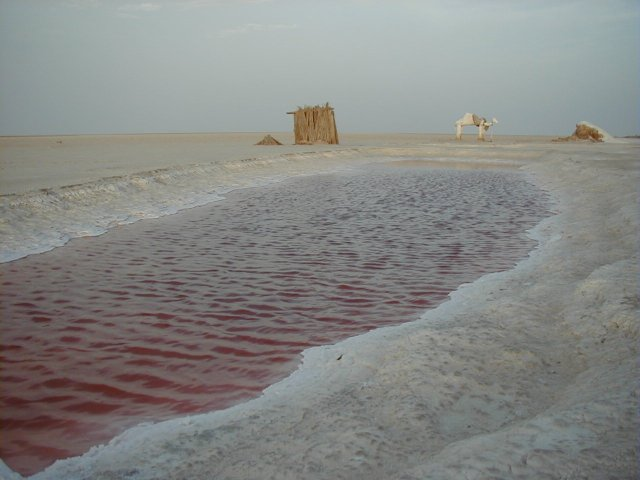
ジェリド湖

ジェリド湖（ジェリドこ、Chott el Djerid）は、チュニジアにある塩湖。面積は約7,000平方キロメートルあり、サハラ砂漠北部最大の塩湖である。
塩湖という名はついているが、この地が水で満たされることはほぼなく、塩類の集積した白い平原が広がっている。東西は最大で200キロメートル、南北は最大で80キロメートルに及び、西はアルジェリアとの国境近くから東はガベス湾の近くまで伸びている。ジェリド湖は海に流れ出る流路を持たず、またジェリド湖に注ぎ込む恒久的な河川も無い。ただ、いくつかのワジがジェリド湖に注いでおり、大雨のときには湖に水が流れ込む。 
ジェリド湖では塩の採掘が行われ、また白い塩類平原を見るために、湖岸最大の町であるトズールを拠点として観光客も多く訪れる。
一帯の地下には周辺のオアシスの形成に関与する化石水の帯水層があり、石油もある。地中海地域のオオフラミンゴが多く訪れるため、2007年にラムサール条約登録地となった。